# Naoya Tamura (patinage de vitesse)
Pour les articles homonymes, voir Naoya Tamura.
Naoya Tamura (田村 直也, Tamura Naoya), née le 18 juin 1979 à Sasayama, est un patineur de vitesse sur piste courte japonais.

## Biographie
Aux Jeux olympiques de 1998, il arrive cinquième au 1 000 mètres et au relais, où il patine avec Takafumi Nishitani, Satoru Terao, Yugo Shinohara et Takehiro Kodera. Le relais atteint le même classement aux Jeux olympiques de 2002, sans Nishitani.